# Shadow Gallery
Shadow Gallery ist eine US-amerikanische Progressive-Metal-Band.

## Geschichte
Sie entstand aus Mitgliedern der Band Sorcerer, die hauptsächlich Coverversionen unter anderem von Rush und Yes spielte. Nach Umbenennung der Band in Shadow Gallery nahmen die drei verbliebenen Musiker Carl Cadden-James (Bass, Flöte), Mike Baker (Gesang), Brendt Allman (Gitarre) und der später dazugestossene Chris Ingles (Keyboard und Gitarre) ein Demoband auf. Die Schlagzeugparts übernahm ein Drumcomputer. Daraufhin nahm das Label Magna Carta die Band unter Vertrag und veröffentlichte das Demo als Debüt in Europa und Japan.
Nachdem Gary Wehrkamp (Keyboard, Gitarre, Gesang) kurze Zeit später als festes Bandmitglied aufgenommen wurde, nahm Shadow Gallery in Eigenregie das Album Carved in Stone auf. Das Schlagzeug wurde von dem Studiomusiker Kevin Soffera eingespielt. Drei Jahre nach dem Debüt wurde Carved in Stone veröffentlicht.
Weitere drei Jahre später wurde das Album Tyranny mit dem inzwischen in die Band aufgenommenen Joe Nevolo am Schlagzeug veröffentlicht. Bei Tyranny handelt es sich um ein Konzeptalbum, das als Thema die Gewissensbisse eines Angestellten in der Waffenindustrie, seine Aktionen gegen seinen ehemaligen Arbeitgeber und die Schwierigkeiten, die er sich damit aufhalst, behandelt. Die musikalische Umsetzung der erzählten Geschichte ist dicht und hymnisch. DC Cooper (Royal Hunt), James LaBrie (Dream Theater) und Laura Jaeger steuerten Gesangsparts beteiligter Personen bei.
Nach Tyranny arbeitete die Band weiter im Studio an Nebenprojekten wie James LaBries Mullmuzzler, Explorer’s Club II, Tribute to Pink Floyd und Beisteuerung von Gitarren- und Keyboard-Soli für Ayreon sowie am weiteren Ausbau des Studios. 2001 wurde das Album Legacy aufgenommen. Es schließt stilistisch an Carved in Stone an, was gleich zu Beginn des Albums durch den Song Cliffhanger 2 klar wird. Das neue Album ist allerdings weniger „heavy“ als Tyranny. Der Titel First Light hat eine Spielzeit von über 34 Minuten, ist aber dennoch kurzweilig, was an den zahlreichen Breaks und den Melodien liegt. Im Anschluss an die Veröffentlichung von Legacy ging die Band wieder Nebenprojekte an und begab sich nach einiger Zeit wieder ins Studio, um das fünfte Album Room V aufzunehmen. 2005 erschien Room V, das thematisch an Tyranny anschließt, beim Label InsideOut. Auf der Bonus-CD der Special Edition des Albums befindet sich ein langes Pink-Floyd-Medley.
Am 29. Oktober 2008 verstarb Sänger Mike A. Baker im Alter von 45 Jahren an einem Herzinfarkt. Trotz dieses einschneidenden und tragischen Ereignisses – einige Bandmitglieder blickten zu diesem Zeitpunkt auf eine 25 Jahre währende gemeinsame musikalische Arbeit mit Baker zurück – setzte die Band ihre Arbeit fort und veröffentlichte fast genau ein Jahr später das Album Digital Ghosts. Der neu hinzugekommene Sänger und Gitarrist Brian Ashland sang dabei fünf der sieben Lieder des Albums. Dabei wird offensichtlich, dass die Band nach Bakers Tod mit dem neuen Sänger bewusst auf Kontinuität setzt: Ashlands Gesangsstil weicht vergleichsweise wenig von dem Bakers ab und verblüfft, wo er dies doch tut, mitunter durch große Ähnlichkeit zum Gesang Geoff Tates von Queensrÿche. Als Gastmusiker trugen Ralf Scheepers, Clay Barton, Vivien Lalu und Srdjan Brankovic zum Album bei. Joe Nevolo spielte das Schlagzeug für nur zwei Stücke ein, alle andere Schlagzeugarbeit erbrachte Gary Wehrkamp.
Shadow Gallery spielten bis 2010 nie live und veröffentlichten auch keine Single. Das erste Livekonzert ihrer Bandgeschichte gaben Shadow Gallery am 5. September 2010 in Tannersville in den USA als Vorbereitung auf eine zweiwöchige Europatournee im Oktober 2010.

## Diskografie
- 1992: Shadow Gallery (Magna Carta)
- 1995: Carved in Stone (Magna Carta)
- 1998: Tyranny (Roadrunner)
- 2001: Legacy (Roadrunner)
- 2005: Room V (InsideOut)
- 2007: Prime Cuts (Mascot Rec)
- 2009: Digital Ghosts (InsideOut)